# Meridiano 23 oeste
El meridiano 23 oeste de Greenwich es una línea  de longitud que se extiende desde el Polo norte a través del Océano Ártico, Groenlandia, Islandia, el Océano Atlántico, el Océano Antártico, hasta la Antártida y el Polo sur.
El meridiano 23 oeste forma un gran círculo con el meridiano 157 este.

## De Polo a Polo
Comenzando desde el  Polo norte y en dirección hacia el Polo sur, el meridiano 23 oeste pasa a través de
| Coordenadas                       | País, territorio o mar     | Notas |
| --------------------------------- | -------------------------- | --- |
| 90°0′N 23°0′O / 90.000, -23.000   | Océano Ártico              | |
| 82°48′N 23°0′O / 82.800, -23.000  | Groenlandia                | Tierra de Peary península |
| 82°17′N 23°0′O / 82.283, -23.000  | Fiordo Independence        | |
| 82°0′N 23°0′O / 82.000, -23.000   | Groenlandia                | Passing through Fiordo de Dinamarca |
| 73°20′N 23°0′O / 73.333, -23.000  | Fiordo Kejser Franz Joseph | |
| 73°9′N 23°0′O / 73.150, -23.000   | Groenlandia                | Isla Ymer, Isla de la Sociedad Geográfica e Isla Traill |
| 72°16′N 23°0′O / 72.267, -23.000  | Fiordo King Oscar          | |
| 72°1′N 23°0′O / 72.017, -23.000   | Groenlandia                | Tierra de Jameson península |
| 70°26′N 23°0′O / 70.433, -23.000  | Scoresby Sund              | |
| 70°5′N 23°0′O / 70.083, -23.000   | Groenlandia                | |
| 69°45′N 23°0′O / 69.750, -23.000  | Océano Atlántico           | Mar de Groenlandia |
| 66°26′N 23°0′O / 66.433, -23.000  | Islandia                   | Westfjords península |
| 66°17′N 23°0′O / 66.283, -23.000  | Ísafjarðardjúp             | |
| 66°5′N 23°0′O / 66.083, -23.000   | Islandia                   | Westfjords península |
| 65°33′N 23°0′O / 65.550, -23.000  | Breiðafjörður              | |
| 65°1′N 23°0′O / 65.017, -23.000   | Islandia                   | Snæfellsnes península |
| 64°48′N 23°0′O / 64.800, -23.000  | Océano Atlántico           | Pasando justo al oeste de la isla de Sal, Cabo Verde (en 16°48′N 22°59′O / 16.800, -22.983) Pasando justo al oeste de la isla de Boa Vista, Cabo Verde (en 16°2′N 22°58′O / 16.033, -22.967) Pasando justo al este de la isla de Maio, Cabo Verde (en 15°10′N 23°6′O / 15.167, -23.100) |
| 60°0′S 23°0′O / -60.000, -23.000  | Océano Antártico           | |
| 74°18′S 23°0′O / -74.300, -23.000 | Antártida                  | Territorio antártico británico, reclamado por Reino Unido |